# Любота Дмитро Валерійович
Дмитро Валерійович Любота (нар. 9 січня 1981, м. Харків) — український підприємець, політик. Народний депутат України 9-го скликання.

## Життєпис
Народився в сім'ї залізничників у місті Харків. Дитинство провів у селищі Куп'янськ-Вузловий. В 2002 році закінчив Харківський державний технічний університет будівництва й архітектури (спеціальність «Менеджмент організацій», кваліфікація менеджер-економіст).
Любота є власником магазину будматеріалів в м. Куп'янськ.
Кандидат у народні депутати від партії «Слуга народу» на парламентських виборах у 2019 році (виборчий округ № 177, міста Ізюм, Куп'янськ, Борівський, Ізюмський, Куп'янський, Шевченківський райони). На час виборів: директор ТОВ "Будівельне підприємство «Градострой», проживає в м. Куп'янськ Харківської області.
У червні 2020 року Любота роздавала дітям солодкі подарункові набори, що за оцінками деяких ЗМІ є «гречкосійством».
Член Комітету Верховної Ради України з питань інтеграції України з Європейським Союзом, голова підкомітету з питань економічного, секторального співробітництва та поглибленої і всеохоплюючої зони вільної торгівлі між Україною та ЄС.
Член партії «Слуга народу».

## Родина
Батько — Валерій Любота (керівник Куп'янської районної державної адміністрації).